# Mil cretins (pel·lícula)
|  | Aquest article tracta sobre la pel·lícula. Si cerqueu el llibre, vegeu «Mil cretins». |

Mil cretins és una pel·lícula del 2010 dirigida per Ventura Pons, adaptació cinematogràfica del llibre de relats Mil cretins, de Quim Monzó, i altres contes del mateix autor.
Produïda per Els Films de la Rambla, Mil cretins és una comèdia dirigida per Ventura Pons basada en els relats de Quim Monzó. Amb aquesta, és la segona vegada que el director adapta textos de Monzó, després de l'èxit internacional que va obtenir amb El perquè de tot plegat. Per a Ventura Pons, un dels cineastes més prolífics de la nostra cinematografia, tornar a rodar uns textos de Monzó passats setze anys obeeix a una senzilla raó: "Segueixo adorant les seves històries, crec que cada cop són més feridores i el seu mordaç contingut temàtic pateix una evolució semblant a la que també he experimentat personalment. I, a més a més, m'han permès un nou joc narratiu encara més divertit que la nostra primera trobada".
Aquesta comèdia coral i urbana és protagonitzada per un ampli repartiment encapçalat per Francesc Orella, Julieta Serrano, Santi Millán, Jordi Bosch, Clara Segura, Edu Soto, Joan Crosas, Roger Príncep, Mar Ulldemolins, Toni Albà, Joel Joan, Joan Borràs, Carme Molina, Marc Clotet, Dafnis Balduz, entre molts d'altres.
L'estrena del film (28 de gener de 2011) coincideix amb el 25è aniversari de la seva productora, Els Films de la Rambla, amb la qual Ventura Pons ha realitzat més de vint de les vint-i-dues pel·lícules que componen la seva filmografia, recollint nombrosos premis i assistint als més prestigiosos festivals internacionals.

## Crítica
- A la pantalla, alguns relats semblen el que mai no van ser: una ocurrència (...) Pons divideix la seva pel·lícula en tres parts. (...) La tercera ho tanca tot (...) per donar forma a la peça més rotunda d'un puzle irregular[4]

- La fluïdesa de la narració i l'elegància de la posada en escena, l'exquisida direcció d'actors (un repartiment en estat de gràcia) i l'hàbil interconnexió de personatges atresoren un 'savoir faire' majúscul[5]